# フジクリエイティブコーポレーション
株式会社フジクリエイティブコーポレーション（英: FUJI CREATIVE CORPORATION、略称：FCC）は、テレビ番組の制作・番組販売、フジテレビジョンならびにローカル局の業務代行などを行う制作プロダクション。フジ・メディア・ホールディングス（FMH）の連結子会社。

## 概要
1995年にフジテレビジョンの番組制作及び番組制作協力を主に手掛けるフジテレビプロジェクトが、ローカル局や海外を相手とした番組販売（輸出入）およびフジテレビジョンの業務受託代行を行うフジエイトを合併して発足。フジテレビ直系として、共同テレビジョン（共テレ）と並ぶ制作分社の役割を持っている。
フジテレビ系列局向けの裏送り用番組素材や、青森県（青森放送・青森テレビ・青森朝日放送）、山梨県（山梨放送、テレビ山梨）、山口県（山口放送、テレビ山口）、徳島県（四国放送）といったフジテレビ系列局が存在しない地域の民放局や、近畿地方の独立局（サンテレビ、KBS京都）、大分放送で放送されるフジテレビ制作番組は、FCCの供給によって放送されている。
旧:フジテレビプロジェクトはフジテレビの子供番組「ひらけ!ポンキッキ」「ポンキッキーズ」の制作をしていたが、同制作チームは2000年4月にフジテレビKIDSとして独立した。このため、TBSの『クイズダービー』最終回（1992年12月19日放送分）で「およげ!たいやきくん」について出題された際にたいやきくんのイラストを提供したため、資料協力として当時の「フジテレビプロジェクト」のロゴタイプが同番組エンディングのクレジットタイトルでそのまま表示された。
1997年4月に開局した系列局さくらんぼテレビジョン（SAY。山形県）と高知さんさんテレビ（KSS。高知県）の東京支社、大阪支社の業務も受託している。
近年はフジテレビや関西テレビ放送（KTV・カンテレ）、東海テレビ放送（THK）などFNS系列に限らず、TBSテレビやNHK（日本放送協会）など他系列で放送されるテレビ番組の制作・制作協力も手掛けている。

## 事業所
本社
- 〒135-0064 東京都江東区青海1丁目1番20号 ダイバーシティ東京オフィスタワー18階

メディア事業部・関西支社
- 〒530-0004 大阪府大阪市北区堂島浜二丁目1番8号 古河浜通ビル東館5階

## 役員
2025年7月現在
- 代表取締役社長：前田和也
- 専務取締役：木村元一
- 専務取締役：森哲二
- 専務取締役：池田知樹
- 取締役：積田安行
- 取締役：大辻健一郎（フジテレビジョン執行役員）
- 監査役：柳敦史（フジ・メディア・ホールディングス取締役）
- 執行役員：神原孝
- 執行役員：笹谷隆司
- 執行役員：中村泰典
- 執行役員：本田一樹
- 執行役員：中野恵太
- 執行役員：酒井美和

## 主な事業
制作センター
業務部、制作部、企画開発部の3部構成。フジテレビのみならず、他局や配信プラットフォーム向けにもドラマやバラエティのコンテンツ制作を行っている。
映像事業部
フジテレビ系列局（フジテレビ・関西テレビ・東海テレビ他FNS各社）及び制作プロダクション共同制作番組（ドラマ・アニメ・バラエティなど）の番組販売を行う。
国際部
アニメやフジテレビ制作番組を世界各国に供給。バラエティ番組のフォーマットの販売やドラマのリメイク権販売も行っている。
営業開発部
コンテンツ事業部
過去にフジテレビで放送された番組素材を保存・運用するアーカイブ業務を行っている。また、フジテレビワンツーネクストのケーブルテレビ局へのチャンネル導入・広告営業も行う。
メディア事業部
さくらんぼテレビと高知さんさんテレビの東京支社と大阪支社の業務代行を行う。

## 主な制作作品
※別記のないものはすべてフジテレビジョンとの制作。

## 不祥事・諸問題

### 2020東京五輪・パラ大会運営費のピンハネ問題
- 2021年6月7日の東京五輪・パラ大会開会直前、JOCの経理部長が都営地下鉄浅草線中延駅で、電車に飛び込み逝去した。折しも、東京五輪・パラ大会の大会運営業務委託に絡み、東急エージェンシー、ADK、博報堂、そして電通など大手広告代理店数社やフジメディアHD系列の番組制作会社フジクリエイティブコーポレーション、人材派遣会社パソナによる、「日給35万」といった人件費や管理費名目の多額にのぼる中抜き（ピンハネや丸投げ）がテレビ報道での告発や国会審議などで問題化されており、様々な推察や臆測を呼んでいる[2][3]。

### 2020年東京五輪テスト大会をめぐる独占禁止法違反疑惑
- 2022年11月28日、東京地検特捜部と公正取引委員会により、東京五輪・パラリンピックのテスト大会業務をめぐる入札談合疑惑で、家宅捜索を受けた[4]。

2023年2月8日、東京地検特捜部は、受注調整がテスト大会及び本大会なども含めて一体的に行われたとの見方を示し、テスト大会の計画立案支援業務を巡る入札で受注調整をした私的独占の禁止及び公正取引の確保に関する法律（独占禁止法）違反（不当な取引制限）容疑で、五輪組織委員会大会運営局元次長、受注側である電通元幹部（元スポーツ事業局長、あるいは元スポーツ局局長補）、セレスポ及びフジクリエイティブコーポレーションの幹部ら4人を逮捕し、各関係先の家宅捜索を行った。2月28日、特捜部はフジクリエイティブコーポレーション幹部ら7人と同社ら法人6社を独占禁止法違反の罪で起訴した。
2025年6月23日、公正取引委員会は電通グループや博報堂、フジクリエイティブコーポレーションなど8社の独占禁止法違反（不当な取引制限）を認定し、再発防止を求める排除措置命令を出した。うち7社に総額約33億円の課徴金納付を命じた。うち、フジクリエイティブコーポレーションの課徴金額は3億2791万円。